# Ismaily (calciatore)
Ismaily Gonçalves dos Santos, meglio noto come Ismaily (Ivinhema, 11 gennaio 1990), è un calciatore brasiliano, di ruolo difensore, svincolato.

## Caratteristiche tecniche
Gioca prevalentemente come terzino sinistro, può essere impiegato anche come esterno mancino sulla fascia a centrocampo, in possesso di un'ottima capacità di corsa e di un buon tiro dalla distanza.

## Carriera

### Club
Ha debuttato nella massima serie portoghese nel 2010 nelle file dell'Olhanense dove è rimasto per due stagioni disputando 42 partite e segnando una rete.

#### Braga
Nell'estate 2012 si è trasferito al Braga. Ha segnato la sua prima rete nelle coppe europee il 22 agosto 2012, realizzando la rete del definitivo 1-1 contro l'Udinese nella sfida di andata dei preliminari di UEFA Champions League.

#### Shakhtar Donetsk
Il 14 febbraio 2013 lo Sporting Braga comunica nel proprio sito ufficiale di aver ceduto a titolo definitivo il giocatore allo Shakhtar per 4 milioni di € firmando un contratto quinquennale. Fa il suo esordio il 19 maggio seguente, nella penultima giornata del campionato ucraino nel 3-3 pirotecnico in trasferta, contro il Metalurh Donetsk dove segna anche una rete.

#### Lilla
Il 4 agosto 2022 viene acquistato dal Lilla.

### Nazionale
Nel maggio 2017 si è reso disponibile per giocare nella nazionale ucraina. Tuttavia Il 20 marzo 2018 viene convocato per la prima volta dalla Seleção dal CT. Tite dove sostituisce l'infortunato Alex Sandro.

## Statistiche

### Presenze e reti nei club
Statistiche aggiornate al 10 maggio 2025.
| Stagione         | Squadra          | Campionato       | Campionato | Campionato | Coppe nazionali | Coppe nazionali | Coppe nazionali | Coppe continentali | Coppe continentali | Coppe continentali | Altre coppe | Altre coppe | Altre coppe | Totale | Totale |
| Stagione         | Squadra          | Comp             | Pres       | Reti       | Comp            | Pres            | Reti            | Comp               | Pres               | Reti               | Comp        | Pres        | Reti        | Pres   | Reti   |
| ---------------- | ---------------- | ---------------- | ---------- | ---------- | --------------- | --------------- | --------------- | ------------------ | ------------------ | ------------------ | ----------- | ----------- | ----------- | ------ | ------ |
| 2009-2010        | Estoril Praia    | SL               | 30         | 1          | CP+CdL          | 1+7             | 0               | -                  | -                  | -                  | -           | -           | -           | 38     | 1      |
| 2010-2011        | Olhanense        | PL               | 17         | 1          | CP+CdL          | 2+5             | 0+1             | -                  | -                  | -                  | -           | -           | -           | 24     | 2      |
| 2011-2012        | Olhanense        | PL               | 25         | 1          | CP+CdL          | 1+1             | 0               | -                  | -                  | -                  | -           | -           | -           | 27     | 1      |
| Totale Olhanense | Totale Olhanense | Totale Olhanense | 42         | 2          |                 | 9               | 1               |                    | -                  | -                  |             | -           | -           | 51     | 3      |
| 2012-gen. 2013   | Braga            | PL               | 12         | 1          | CP+CdL          | 4+2             | 0               | UCL                | 4                  | 1                  | -           | -           | -           | 22     | 2      |
| gen.-giu. 2013   | Šachtar          | PL               | 1          | 1          | KU              | 0               | 0               | UCL                | 0                  | 0                  | -           | -           | -           | 1      | 1      |
| 2013-2014        | Šachtar          | PL               | 11         | 2          | KU              | 2               | 0               | UCL                | 0+1                | 0                  | SU          | 0           | 0           | 14     | 2      |
| 2014-2015        | Šachtar          | PL               | 8          | 0          | KU              | 2               | 0               | UCL                | 0                  | 0                  | SU          | 0           | 0           | 10     | 0      |
| 2015-2016        | Šachtar          | PL               | 10         | 3          | KU              | 6               | 0               | UCL+UEL            | 2+8                | 0                  | SU          | 1           | 0           | 27     | 3      |
| 2016-2017        | Šachtar          | PL               | 28         | 2          | KU              | 1               | 0               | UCL+UEL            | 2+8                | 0                  | SU          | 1           | 0           | 40     | 2      |
| 2017-2018        | Šachtar          | PL               | 29         | 3          | KU              | 3               | 0               | UCL                | 8                  | 1                  | SU          | 1           | 0           | 41     | 4      |
| 2018-2019        | Šachtar          | PL               | 27         | 0          | KU              | 3               | 0               | UCL+UEL            | 6+2                | 2+0                | SU          | 1           | 0           | 39     | 2      |
| 2019-2020        | Šachtar          | PL               | 21         | 2          | KU              | 1               | 0               | UCL+UEL            | 6+3                | 0+0                | SU          | 1           | 0           | 32     | 2      |
| 2020-2021        | Šachtar          | PL               | 2          | 0          | KU              | 0               | 0               | UCL+UEL            | 0+1                | 0+0                | SU          | 1           | 0           | 4      | 0      |
| 2021-2022        | Šachtar          | PL               | 12         | 0          | KU              | 1               | 0               | UCL                | 7                  | 0                  | SU          | 1           | 0           | 21     | 0      |
| Totale Šachtar   | Totale Šachtar   | Totale Šachtar   | 149        | 13         |                 | 19              | 0               |                    | 58                 | 3                  |             | 7           | 0           | 229    | 16     |
| 2022-2023        | Lilla            | L1               | 23         | 2          | CF              | 2               | 0               | -                  | -                  | -                  | -           | -           | -           | 25     | 2      |
| 2023-2024        | Lilla            | L1               | 30         | 1          | CF              | 3               | 0               | UECL               | 6                  | 0                  | -           | -           | -           | 39     | 1      |
| 2024-2025        | Lilla            | L1               | 16         | 0          | CF              | 2               | 1               | UCL                | 6                  | 0                  | -           | -           | -           | 24     | 1      |
| Totale Lille     | Totale Lille     | Totale Lille     | 69         | 3          |                 | 7               | 1               |                    | 12                 | 0                  |             | -           | -           | 88     | 4      |
| Totale carriera  | Totale carriera  | Totale carriera  | 302        | 20         |                 | 49              | 2               |                    | 70                 | 4                  |             | 7           | 0           | 428    | 26     |

## Palmarès
- Campionato ucraino: 6

Shakhtar: 2012-2013, 2013-2014, 2016-2017, 2017-2018, 2018-2019, 2019-2020
- Coppa d'Ucraina: 5

Shakhtar: 2012-2013, 2015-2016, 2016-2017, 2017-2018, 2018-2019
- Supercoppa d'Ucraina: 5

Shakhtar: 2013, 2014, 2015, 2017, 2021